# Nabou Claerhout
Nabou Claerhout (* 31. August 1993 in Antwerpen) ist eine belgische Jazzmusikerin (Posaune, Komposition).

## Leben und Wirken
Claerhout, die mit der Musik von Earth, Wind and Fire, Prince, Maceo Parker und Erykah Badu aufwuchs und zunächst Schauspielerin werden wollte, begann mit acht Jahren, Posaune zu lernen. Für ihr Bachelor-Studium bei Bart van Lier und Ilja Reijngoud zog sie nach Rotterdam. 2017 vertiefte sie ihr Studium an der Royal Academy of Music (London), um 2018 zurück bei Codarts in Rotterdam ihren Master zu absolvieren. Während des Studiums spielte sie in großformatigen Ensembles wie dem Ghent Youth Jazz Orchestra, dem niederländischen Nationaal Jeugd Jazz Orkest unter Leitung von Martin Fondse (mit dem sie De zilveren Notekraker 2016 gewann), der Jong Metropole und der Not So Bigband.
Claerhout trat 2014 zum ersten Mal beim North Sea Jazz Festival auf; es folgten Konzerte im Bimhuis, beim London Jazz Festival, Brussels Jazz Weekend, Gent Jazz Festival und Gateshead International Jazz Festival, sowie Tourneen in Großbritannien und Japan mit mehreren Bigbands. Sie lebt heute in Brüssel.
2016 gründete Claerhout ihr eigenes Quartett N∆BOU (mit Roeland Celis an der Gitarre, Trui Amerlinck am Bass und Mathias Vercammen am Schlagzeug), das ihre eigenen Kompositionen aufführte und mit dem sie beim North Sea Jazz Festival auftrat; N∆BOU veröffentlichte nach der EP  Hubert (2019), für die sie 2019 für den SABAM-Preis in der Kategorie „Jazzkomponist des Jahres“ nominiert war, das Album You Know (2021). Jazz thing zufolge kann die Band „mit einem gleichermaßen kraftvollen wie lyrischen Modern Jazz“ überzeugen. Weiterhin gehört Claerhout zu Bands wie Pompelomina, AM.OK, Tadpole Evolution und Azbeul. Auch ist sie auf der EP Wannes in jazz vom Jokke Schreurs Septet, auf Dare  mit Lady Shaynah und auf Times Change and So Must We mit dem Muze Jazz Orchestra zu hören.
Claerhout erhielt 2021 den Genter Preis für junge Jazztalente.